# Юнгеров, Павел Александрович
Па́вел Алекса́ндрович Ю́нгеров (1856, Самарская губерния — 1921, Балаково, Балаковский уезд, Самарская губерния, РСФСР) — русский православный библеист, гебраист и богослов, переводчик ветхозаветных книг. Доктор богословия (1897). Почётный гражданин России (1913).

## Биография
Родился в Самарской губернии, сын священника, впоследствии прославленного как местночтимый святой под именем Александра Чагринского (1821—1901).
Учился в Самарской духовной семинарии, завершив курс, поступил в Казанскую духовную академию, которую окончил в 1879 году (диссертация «История и значение пророческого служения в иудейском народе»). Преподавал там же. Получил степень магистра (1880, «Учение Ветхого Завета о бессмертии души и загробной жизни»).
В 1888 году изучал библейскую археологию и древнееврейский язык на Востоке, в 1889 году слушал лекции протестантских библеистов в университетах Берлина и Лейпцига. Доктор наук (Казань, 1897, диссертация «Книга пророка Амоса. Введение, перевод и объяснение»).
В голодный 1921 год был вывезен родственниками из Казани в Балаково, где и скончался (датой смерти называется в разных источниках 1921 или 1922).

## Научная деятельность
Известен как переводчик Ветхого Завета на русский язык (полностью перевод не окончил). В своей работе основывался на Септуагинте в издании Г. Б. Суита (1887—1894), лишь во вторую очередь обращаясь к масоретскому тексту и церковнославянскому переводу. Переводы Юнгерова (особенно часто Псалтирь) в XX — начале XXI века неоднократно переиздавались. Часть переводов Юнгерова при жизни не была опубликована. Критическое издание переводов (билингвой с церковнославянским текстом, с большим научным аппаратом) в 2006—2012 гг. осуществил А. Г. Дунаев (в Издательстве Московской Патриархии).
Труды Юнгерова по переводу Священного Писания проф. Глубоковский назвал «великим научно-церковным подвигом».

### Ветхозаветные переводы
- Книга Притч (1908)
- Книга пророка Исаии (1909)
- Книга пророка Иеремии и Плач пророка Иеремии (1910)
- Книга пророка Иезекииля (1911)
- Книга пророка Даниила (1912)
- Малые пророки (1913)
- Иов (1914)
- Псалтирь (1915)[6]
- Книга Екклезиаста, Песнь песней (1916)[7]
- Бытие (гл. 1-24) (1917)[8]
- Книга пророка Аввакума
- Книга пророка Авдия
- Книга пророка Аггея
- Книга пророка Амоса
- Книга пророка Захарии
- Книга пророка Иеремии
- Книга пророка Иоиля
- Книга пророка Ионы
- Книга пророка Исайи
- Книга пророка Малахии
- Книга пророка Михея
- Книга пророка Наума
- Книга пророка Осии
- Книга пророка Софонии

### Исследования
- Учение Ветхого Завета о бессмертии души и загробной жизни (Казань, 1882, магистерская диссертация)
- Книга пророка Амоса. Введение, перевод и объяснение (Казань, 1897, докторская диссертация)
- Библейский характер видения пророка Иезекииля при его призвании к пророческому служению // Чтения в обществе любителей духовного просвещения (1885)
- Подлинность книги пророка Исайи // Православный Собеседник (1885—1887)
- Книга пророка Аввакума. Историко-критическое и экзегетическое исследование. M., 1887.
- Внебиблейские свидетельства о событиях, описываемых в книге пророка Даниила. Казань, 1889.
- Книга пророка Михея. Казань, 1890.
- Книга Есфирь и внебиблейские памятники. Казань, 1891.
- Псалтирь и её значение в связи с заключающимся в ней вероучением". Казань, 1894.
- Вероучение Псалтири, его особенности и значение в общей системе библейского вероучения. Казань, 1897.
- Общее историко-критическое введение в священные ветхозаветные книги. Казань, 1902.
- Частное историко-критическое введение в Священные Ветхозаветные книги. ч. 1. Казань, 1907
- Частное историко-критическое введение в Священные Ветхозаветные книги. ч. 2. Казань, 1907

### Современные издания
- Книги Ветхого Завета в переводе П. А. Юнгерова: Большие пророки. — М.: Издательский Совет Русской Православной Церкви, 2006.
- Книги Ветхого Завета в переводе П. А. Юнгерова: Пророк Даниил. Малые пророки. — М.: Издательский Совет Русской Православной Церкви, 2006.
- Книги Ветхого Завета в переводе П. А. Юнгерова: Учительные книги. — М.: Издательство Московской Патриархии Русской Православной Церкви, 2012.